# 藤原顕家 (小野宮流)
藤原 顕家（ふじわら の あきいえ）は、平安時代中期から後期にかけての公卿。藤原北家小野宮流、権中納言・藤原経通の四男。官位は正三位・参議。

## 経歴
後一条朝末の長元7年（1034年）従五位下に叙爵。後朱雀朝にて、右衛門佐・少納言を歴任し、長暦3年（1039年）従五位上、長久5年（1044年）正五位下と昇進した。
寛徳2年（1045年）後冷泉天皇が践祚すると、顕家は五位蔵人兼右近衛少将に任ぜられ、天皇の身近に仕える。その後も、永承2年（1047年）従四位下、永承5年（1050年）従四位上、永承6年（1051年）左近衛少将と、後冷泉朝前半は近衛少将を務めながら昇進を重ねる。天喜4年（1056年）正四位下・皇后宮権亮に叙任されて、皇后・藤原寛子に仕える。康平元年（1058年）右中弁を兼ねると、康平2年（1059年）蔵人頭、康平5年（1062年）権左中弁と後冷泉朝後半は弁官を務めながら昇進を重ねた。
康平6年（1063年）従三位・参議に叙任されて公卿に列すが、京官の兼官を解かれ讃岐権守のみを兼帯した。後冷泉朝末の治暦3年（1067年）正三位・大宰大弐に叙任されて大宰府に赴任する。後三条朝末の延久3年（1071年）大宰大弐を辞すと、翌延久4年（1072年）11月に全ての官職を辞した。
寛治3年（1090年）12月22日薨去。享年66。最終官位は前参議兼大宰大弐正三位。

## 官歴
『公卿補任』による。
- 長元7年（1034年） 11月19日：従五位下（上東門院臨時御給）
- 長元8年（1035年） 3月4日：美濃権守
- 長暦元年（1037年） 3月5日：右衛門佐
- 長暦3年（1039年） 正月6日：従五位上
- 長久3年（1042年） 正月29日：少納言
- 長久5年（1044年） 正月6日：正五位下
- 寛徳2年（1045年） 正月16日：五位蔵人。10月23日：右近衛少将[2]
- 寛徳3年（1046年） 2月11日：兼美作権介
- 永承2年（1047年） 正月7日：従四位下（少将労）。正月13日：昇殿
- 永承4年（1049年） 正月7日：東宮昇殿（東宮・尊仁親王）
- 永承5年（1050年） 11月13日：従四位上（朔旦、上東門院御給）
- 永承6年（1051年） 正月12日：左近衛少将。8月16日：服解（父）。11月5日：復任
- 永承7年（1052年） 正月26日：近江介
- 天喜4年（1056年） 2月3日：皇后宮権亮（皇后・藤原寛子）、止少将。2月22日：正四位下（自四条宮遷御一条院日、宮司賞）
- 康平元年（1058年） 11月8日：兼右中弁
- 康平2年（1059年） 2月18日：蔵人頭（頭弁）
- 康平3年（1060年） 2月21日：兼讃岐権守
- 康平5年（1062年） 3月13日：権左中弁。4月22日：兼内蔵頭
- 康平6年（1063年） 2月27日：参議、元蔵人頭権左中弁皇后宮権亮、讃岐権守如元。4月30日：従三位（去年行幸石清水賀茂行事賞）
- 康平7年（1064年） 3月4日：兼讃岐権守
- 治暦3年（1067年） 7月1日：兼大宰大弐。8月22日：正三位（赴任賞、超資綱）
- 延久2年（1070年） 6月15日：遭母喪
- 延久3年（1071年） 3月：辞大弐
- 延久4年（1072年） 11月：辞
- 寛治3年（1089年） 12月14日：出家。12月22日：薨去

## 系譜
- 父：藤原経通
- 母：源高雅の娘 - 藤原経平母の妹
- 妻：源頼国の娘
  - 男子：藤原基実（?-1108）
- 生母不明の子女
  - 男子：頼慶